# ダービン・ワトソン統計量
ダービン・ワトソン統計量（ダービン・ワトソン比、DW比, Durbin–Watson_statistic）は、回帰分析の残差（予測誤差）においてラグ1での自己相関の存在を検出するために用いられる検定統計である。
James DurbinとGeoffrey Watsonにちなんで命名された。
ダービン・ワトソン統計量は、回帰係数や誤差分散には依存しない。

## ダービン-ワトソン統計量の計算方法と解釈
残差etが{\displaystyle e_{t}=\rho e_{t-1}+\nu _{t},}で与えられるとき、ダービン-ワトソン統計量は以下のように表される。
{\displaystyle d={\sum _{t=2}^{T}(e_{t}-e_{t-1})^{2} \over {\sum _{t=1}^{T}e_{t}^{2}}},}
dは0から4までの値をとり、以下のように解釈される。
d=4のとき、負の自己相関をもつ
d=2のとき、自己相関はない
d=0のとき、正の自己相関をもつ